# HD 129422
HD 129422，又名CP-62 4275，SAO 252869、HR 5482，是一颗恒星，视星等为5.36，位于銀經315.5，銀緯-2.81，其B1900.0坐标为赤經14h 37m 21.6s，赤緯-62° -2.81′ 56″。